# يان هنتر (رسام)
يان هنتر (بالإنجليزية: Ian Hunter)‏ هو رسام بريطاني، ولد في 27 أبريل 1939 في ليدز في المملكة المتحدة، وتوفي في 1 مارس 2017 في إنفرنيس في المملكة المتحدة.